# Anikó Gyöngyössy
Anikó Gyöngyössy, née le 21 mai 1990 à Budapest (Hongrie), est une joueuse hongroise de water-polo. Elle est médaillée de bronze aux Jeux de 2020.

## Carrière
Elle monte sur la troisième marche du podium des Jeux de 2020 avec l'équipe hongroise.
Elle joue centre au BVSC-Zugló jusqu'en 2022.

## Palmarès

### Jeux olympiques
- Jeux olympiques d'été de 2020 à Tokyo ( Japon) :
  -  médaille de bronze du tournoi féminin

### Championnats d'Europe
- Championnat d'Europe 2020 à Budapest ( Hongrie) :
  -  médaille de bronze